# Eschiva van Bures
Eschiva van Bures ook wel Eschiva van Tiberias (ca. 1118 - na 1187) was prinses van Galilea en vrouwe van Tiberias van 1158 tot 1187 en gravin van Tripoli, door haar huwelijk met Raymond III van Tripoli.
Ze was een dochter van de kruisvaarder Godfried van Bures, haar oudste broer Elinard van Bures had het vorstendom geërfd van haar oom Willem I van Bures in 1142. Deze broer overleed in 1148 waarna hun broer Willem II van Bures het erfde. Deze stierf eveneens zonder enig nageslacht, waardoor Eschiva het vorstendom Galilea kreeg toebedeeld.
Rond 1130 trouwt Eschiva met Walter van Sint-Omaars, met hem krijgt ze vier zonen;
- Hugo II van Sint-Omaars (ca.1134-1204)
- Willem van Sint-Omaars (ca.1135/37- voor 1204)
- Rudolf van Sint-Omaars (ca.1138-1219)
- Odo van Sint-Omaars (na 1138 - ??)

In 1174 stierf Walter, en enige maanden later huwde Eschiva met Raymond III van Tripoli, waardoor ze gravin van Tripoli werd. Het huwelijk bleef kinderloos.
In de zomer van 1187 werd de stad Tiberias belegerd door het Ajjoebiden leger van Saladin. De stad viel op 2 juli van dat jaar in handen van de moslims, Eschiva verschanste zich in de citadel van de stad maar werd opgepakt en gevangengezet. Twee dagen later vond de Slag bij Hattin plaats waarna geheel Galilea veroverd werd door Saladin. Eschiva werd al gauw na losgeld verkregen te hebben vrijgelaten, en begaf zich naar Tripoli waar haar man Raymond net was teruggekeerd als een van de weinig overlevenden van de slag bij Hattin. Ze stierven allebei in hetzelfde jaar nog aan heersende ziektes.